# Vroedschap
Die Vroedschap war der Name für den Magistrat in den frühneuzeitlichen Niederlanden: ein Mitglied eines solchen Magistrats wurde Vroedman genannt, wörtlich „weiser Mann“. Ein Ehrentitel der Vroedschap war „Vroede vaderen“, „weise Väter“.

## Geschichte
Die meisten niederländischen Städte wurden in der Frühen Neuzeit von einer Regierung männlicher Bürger, welche die Stadtrechte besaßen (Poorter genannt), regiert. Im Spätmittelalter hatten es diese Patrizier nach und nach in allen Städten erreicht die Handwerker von der Mitgliedschaft auszuschließen und sich so zu einem erblichen Stadtadel zu machen. In der Republik der Sieben Vereinigten Provinzen bestand die Stadtverwaltung aus dem Magistrat und dem Vroedschap. Der Magistrat (Stadtverwaltung) bestand aus einer Anzahl – von meist vier – Bürgermeistern, denen eine Anzahl Ratsherren („Schepen“) assistierte und die die Tagesgeschäfte der Stadtverwaltung führten. In den meisten Städten wurden die Bürgermeister für eine Zeit von vier Jahren bestimmt. Der vorige (und üblicherweise der jüngste) Bürgermeister war verantwortlich für die „Schutterij“, die Bürgerwehr. Der Vroedschap ernannte den Magistrat, meist aus seinen eigenen Reihen; manchmal wurden andere Mitglieder der herrschenden Klasse vorgeschlagen. Es gab ein kompliziertes System von Losverfahren, in vielen Städten wurde eine Liste der engeren Auswahl erstellt, aus der der Statthalter, der höchste Regierungsbeamte der Provinz, auswählen konnte. Im Jahr 1748, dem Ende der Zweiten statthalterlosen Periode, wurde dies in der zum allgemeinen Wahlsystem bestimmt.
Der Vroedschap wurde einberufen bei finanziellen Fragen, manchmal bei nationalpolitischen Themen, und stets für Wahlen für die Ernennung wichtiger lokaler Posten. So diente sie hauptsächlich ökonomischen Interessen, bei denen ihre Mitglieder einen wichtigen Anteil hatten. Im Gegensatz zu den Magistraten wurden die „Vroedschapsleden“ (Mitglieder der Stadtverwaltung) auf Lebenszeit ernannt. Die Ratsversammlung bestand aus zehn bis 14 Bürgern, die sich wöchentlich oder seltener trafen. Sie bestimmten im Januar jedes Jahres einen oder zwei neue Bürgermeister sowie Repräsentanten für die Provinzen.
Die Mitgliedschaft war im Prinzip eine Frage der „Uitverkiezing“ (Hinzuwahl) und Vererbung. Familienbande waren sehr wichtig, aber auch gute Erziehung und sozialer Status. Die „Vroedmannen“ mussten zwei Bedingungen erfüllen: die Mitgliedschaft in der Calvinistischen Kirche und der Besitz eines Hauses. Obwohl die Stadtverwaltungen nach heutigen Maßstäben eher eine Oligarchie als eine Meritokratie darstellten, stellten Familienbande nie eine juristische Basis für eine Wahl dar.
In Krisenzeiten bestimmte der jeweilige Statthalter neue Vroedschapsleden, um sicherzustellen, dass oranische Parteigänger an die Macht kamen. Diesen Vorgang, welcher auf keiner juristischen Basis vollzogen wurde, nannte man Wetsverzetting (Wechsel der Legislative). Ein solcher vollzog sich in Amsterdam in den Jahren 1619, nach dem Sturz von Johan von Oldenbarnevelt, 1672, dem Rampjaar, 1748, dem Ende der Zweiten statthalterlosen Periode, und 1787 nach dem Einmarsch der Preußen und der Zerschlagung der holländischen Patriotenbewegung.